# Bananadina

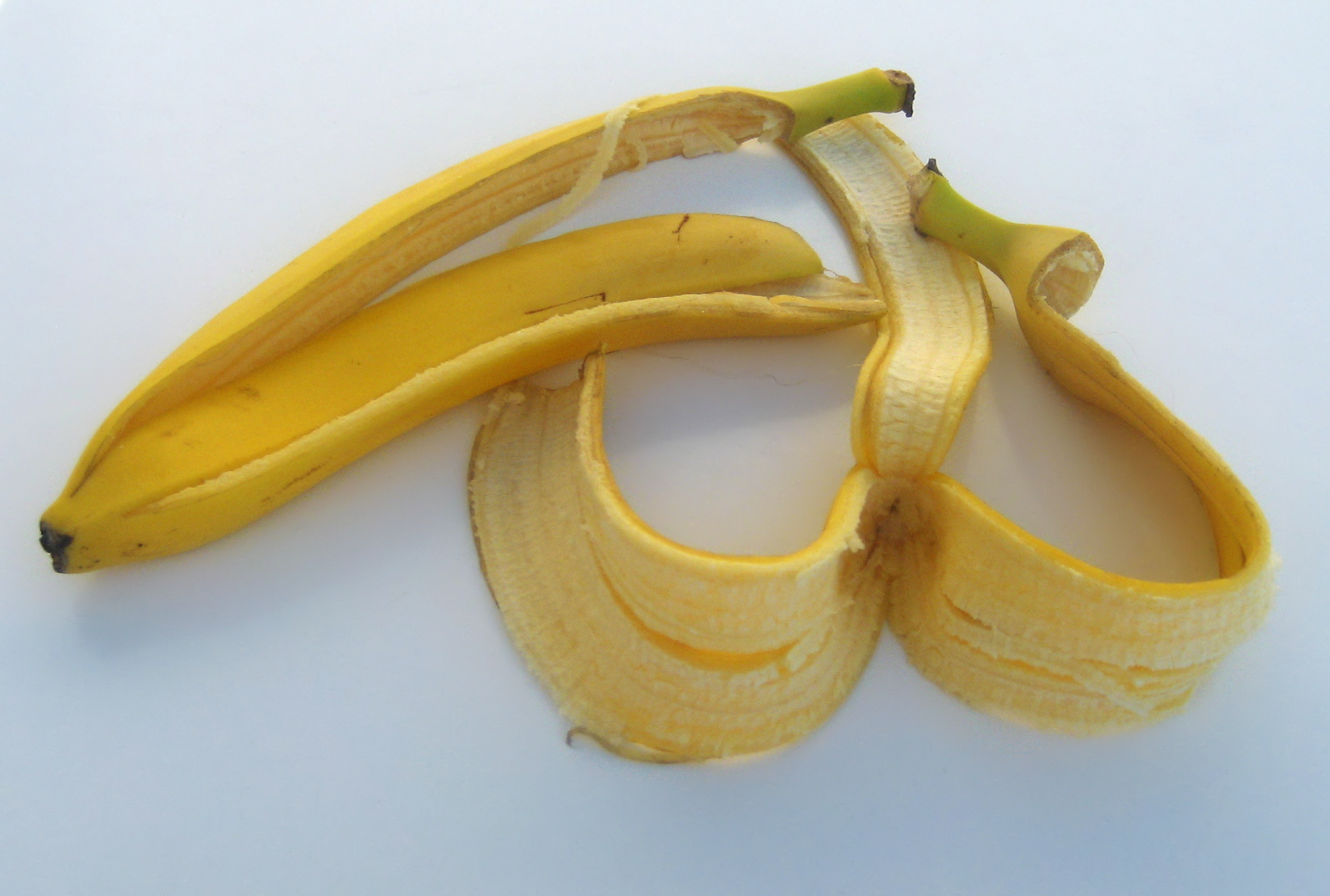
Bucce di banana

La bananadina è una sostanza psicoattiva fittizia che, secondo uno studio degli anni Settanta, sarebbe possibile estrarre dalle bucce di banana.

## Origine della diffusione
Una ricetta, chiaramente fittizia, per l'estrazione della bananadina era stata originariamente pubblicata sul Berkeley Barb (un settimanale underground pubblicato a Berkeley, in California) nel marzo del 1967.
L'idea era stata avanzata sollevando la questione circa l'etica dell'autoproduzione di farmaci: "E se la banana comune contenesse proprietà psicoattive, come reagirebbe il governo?". Come poteva il governo vietare la produzione casalinga di sostanze psicoattive a base di bananadina visto che le banane si potevano reperire dappertutto? Sollevando questa domanda, gli autori volevano rafforzare il concetto anti-proibizionista riguardo agli psicoattivi autoprodotti.
William Powell, credendola vera, ha riprodotto il metodo in The Anarchist Cookbook nel 1970 sotto il nome di "Musa sapientum Bananadine" (Musa sapientum era il nome scientifico della banana secondo la nomenclatura binomiale, ora obsoleto). Powell sostenne che fumare tre o quattro sigarette a base di bananadina avesse un effetto rilassante.

## Nella cultura di massa
Il singolo di Donovan Mellow Yellow è stato pubblicato pochi mesi prima dell'articolo del Berkeley Barb: nella cultura popolare dell'epoca, si credette che la canzone alludesse al fumare bucce di banana. Poco dopo l'articolo del Berkeley Barb e la canzone, la bananadina è stata descritta anche sul New York Times.
La band punk rock The Dead Milkmen ha parlato del fumare bucce di banana nella sua canzone Smokin' Banana Peels nel suo quarto album in studio, Beelzebubba.
Nel film Colpo di sole di Mino Guerrini del 1968, un gruppo di hippy essicca delle bucce di banana per ricavarne del mellow yellow da fumare, ma, invece di uno sballo, ottengono solo dei malori. 